# (9025) Polanskey
(9025) Polanskey es un asteroide perteneciente al cinturón exterior de asteroides, región del sistema solar que se encuentra entre las órbitas de Marte y Júpiter, descubierto el 16 de septiembre de 1988 por Schelte John Bus desde el Observatorio Interamericano del Cerro Tololo, La Serena, Chile.

## Designación y nombre
Designado provisionalmente como 1988 SM2. Fue nombrado por Carol A. Polanskey (nacida en 1960) quien es una experta en operaciones científicas del Laboratorio de Propulsión a Chorro. Lideró la planificación de operaciones de la nave espacial para el equipo de la misión Dawn que optimizó el regreso científico para el estudio de Vesta.

## Características orbitales
Polanskey está situado a una distancia media del Sol de 3,239 ua, pudiendo alejarse hasta 3,745 ua y acercarse hasta 2,734 ua. Su excentricidad es 0,156 y la inclinación orbital 1,997 grados. Emplea 2129,65 días en completar una órbita alrededor del Sol.
Pertenece a la familia de asteroides de (24) Themis.
Los próximos acercamientos a la órbita de Júpiter ocurrirán el 18 de abril de 2036, el 6 de junio de 2047 y el 1 de noviembre de 2158.

## Características físicas
La magnitud absoluta de Polanskey es 14,01. Tiene 9,092 km de diámetro y su albedo se estima en 0,078.